# Stok Wiśniewski
Stok Wiśniewski (prononciation : [ˈstɔk viɕˈɲefski]) est un village polonais de la gmina de Wiśniew dans le powiat de Siedlce de la voïvodie de Mazovie dans le centre-est de la Pologne.
Il se situe à environ 5 kilomètres au nord-ouest de Wiśniew (siège de la gmina), 8 kilomètres au sud de Siedlce (siège du powiat) et à 86 kilomètres à l'est de Varsovie (capitale de la Pologne).
Le village comptait approximativement une population de 144 habitants en 2012.

## Histoire
De 1975 à 1998, le village appartenait administrativement à la voïvodie de Siedlce.

Depuis 1999, il appartient administrativement à la voïvodie de Mazovie